# Chobera pallida
Chobera là một chi bướm đêm thuộc họ Crambidae. Chi này chỉ gồm một loài Chobera pallida, thường tìm thấy ở Ấn Độ.